# Mintermine
Un mintermine ( o anche termine-prodotto, o p-termine ) è una funzione booleana che assume il valore 1 per una ed una sola permutazione del vettore di input.

Tipicamente un mintermine viene espresso come il prodotto logico degli {\displaystyle n} argomenti di una funzione di riferimento, opportunamente affermati o negati in modo da farlo corrispondere ad una precisa combinazione di valori.

Secondo il teorema di Shannon tutte le funzioni booleane di {\displaystyle n} variabili possono essere espresse come somma di prodotti logici, e quindi come somma dei mintermini associati.
Infatti se {\displaystyle y_{i}} sono i valori che la funzione deve assumere in corrispondenza della configurazione associata all'indice {\displaystyle i} allora:
{\displaystyle y=\sum _{i=0}^{2^{n}-1}y_{i}m_{i}}
Sono esempi di mintermine:
- l'operazione logica AND, perché dà come risultato 1 solo nella configurazione in cui tutti gli ingressi sono 1;
- l'operazione logica NOR, perché dà come risultato 1 solo nella configurazione in cui tutti gli ingressi sono 0.

## Esempio
| n | x | y | z |
| - | - | - | - |
| 0 | 0 | 0 | 0 |
| 1 | 0 | 0 | 1 |
| 2 | 0 | 1 | 0 |
| 3 | 0 | 1 | 1 |
| 4 | 1 | 0 | 0 |
| 5 | 1 | 0 | 1 |
| 6 | 1 | 1 | 0 |
| 7 | 1 | 1 | 1 |

Ad esempio:
- {\displaystyle P_{3}(x,y,z)} è il mintermine della combinazione 011;
- {\displaystyle P_{6}(x,y,z)} è il mintermine della combinazione 110.

Un mintermine può essere scritto come {\displaystyle P_{i}(x_{1},x_{2},x_{3},...,x_{n})} con {\displaystyle {0}\leq {i}\leq {2^{n}-1}}.
Da notare che un mintermine {\displaystyle P_{i}(x,y,z)} può essere diverso da uno stesso mintermine ma con numero di ingressi diverso {\displaystyle P_{i}(x,y)}. Ad esempio {\displaystyle P_{4}(x,y,z)} può essere diverso da {\displaystyle P_{4}(x,y)}.